# Provincia di Yamparáez
La provincia di Yamparáez è una delle 10 province del dipartimento di Chuquisaca nella Bolivia meridionale. Il capoluogo è la città di Tarabuco.
Al censimento del 2001 possedeva una popolazione di 29.567 abitanti.

## Geografia antropica

### Suddivisioni amministrative
La provincia è suddivisa in due comuni:
- Tarabuco
- Yamparáez